# Copper City Chiefs
Die Copper City Chiefs waren eine US-amerikanische Eishockeymannschaft aus Rome, New York. Das Team spielte in der Saison 2007/08 in der North Eastern Hockey League. Die Heimspiele wurden in der John F. Kennedy Civic Arena ausgetragen.

## Geschichte
Die Mannschaft wurde 2007 als Franchise der North Eastern Hockey League gegründet. In ihrer einzigen Spielzeit belegten die Chiefs mit vier Siegen in acht Spielen den zweiten Platz der regulären Saison, bevor die Liga im Januar 2008 den Spielbetrieb mit sofortiger Wirkung einstellte. Für die Saison 2008/09 sollte das Team am Spielbetrieb der Eastern Professional Hockey League teilnehmen, zog sich jedoch Anfang Oktober 2008 – vor Saisonbeginn – aufgrund finanzieller Probleme zurück.

## Saisonstatistik
Abkürzungen: GP = Spiele, W = Siege, L = Niederlagen, T = Unentschieden, OTL = Niederlagen nach Overtime SOL = Niederlagen nach Shootout, Pts = Punkte, GF = Erzielte Tore, GA = Gegentore, PIM = Strafminuten
| Saison  | GP | W | L | T | OTL | SOL | Pts | GF | GA | Platz    | Playoffs          |
| 2007/08 | 8  | 4 | 4 | — | 0   | 0   | 8   | 36 | 49 | 2., NEHL | nicht ausgetragen |